# البنك الاتحادي الألماني
البنك الاتحادي الألماني (بالألمانية: Deutsche Bundesbank)‏ كان فقط حتى حين إدخال عملة اليورو الحق كمصرف مركزي للجمهورية الألمانية في إصدار الأوراق المالية، واليوم يعمل البنك بالتعاون مع المصارف المركزية لدول الاتحاد الأوروبي على تنفيذ وتطبيق سياسة البنك المركزي الأوروبي (EZB). يقع مقر البنك الاتحادي الألماني بفرانكفورت على نهر الماين ويدخل ضمن مسؤولياته تنظيم النقد المتداول والائتمان الاقتصادي وإدارة احتياطيات ألمانيا النقدية.